# Mota Kotarna
Mota Kotarna o Motakotarna fou un estat tributari protegit de l'agència de Mahi Kantha a la presidència de Bombai. Estava format per tres pobles amb 820 habitants el 1901 (que eren 595 el 1881). Els seus ingressos s'estimaven en 576 rúpies el 1900, pagant tribut al Gaikwar de Baroda i al raja d'Idar a través del thanadar de Bavisi.